# Lucas Cranach mladší
Lucas Cranach mladší (4. října 1515 Wittenberg – 25. ledna 1586 tamtéž) byl německý renesanční malíř, syn Lucase Cranacha staršího.

## Život
Spolu se starším bratrem Hansem se vyučil a pracoval v otcově malířské dílně. Po Hansově smrti 1537 převzal vedení dílny a od roku 1544 nebo 1550 i ostatní otcův majetek ve Wittenbergu. Roku 1541 se oženil s Barborou, dcerou saského kancléře Brücka, a měl s ní čtyři děti. Po její smrti se roku 1551 oženil podruhé s Magdalenou, dcerou dvorního lékaře Schurffa a neteří Melanchthonovou, s níž měl pět dětí. Podobně jako jeho otec byl i Lucas Cranach mladší opakovaně radním a v roce 1565 purkmistrem města Wittenbergu, kde patřil mezi nejzámožnější měšťany a kde také zemřel.

## Dílo
Protože otec měl na syna velký vliv a kromě toho oba malovali různé žánry, je rozlišení autorství u řady obrazů nejisté.

### Galerie
(Zhruba v chronologickém pořadí, v závorce datum vzniku a místo, kde se obraz nachází.)

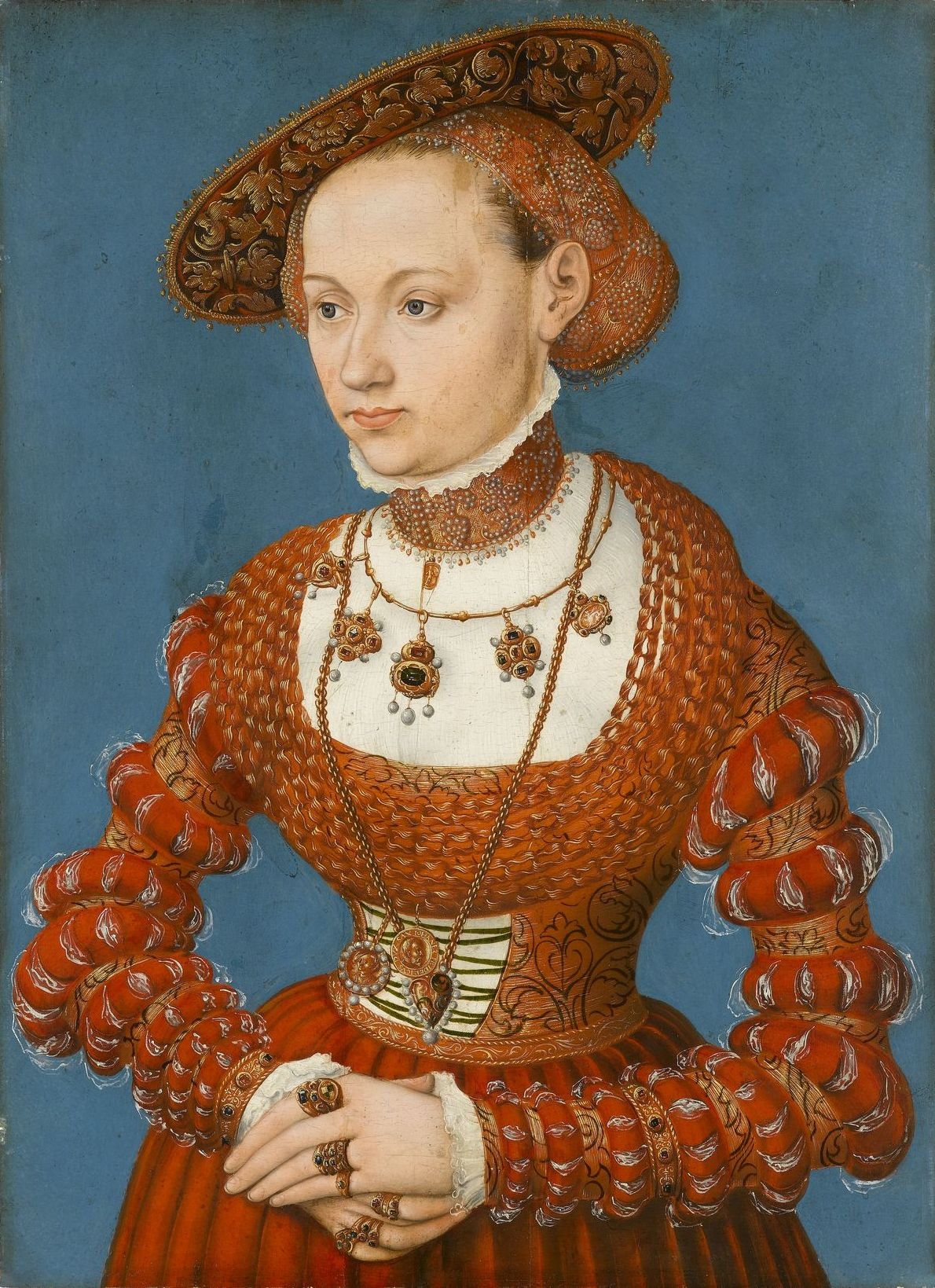
Anna von Minckwitz (1543)
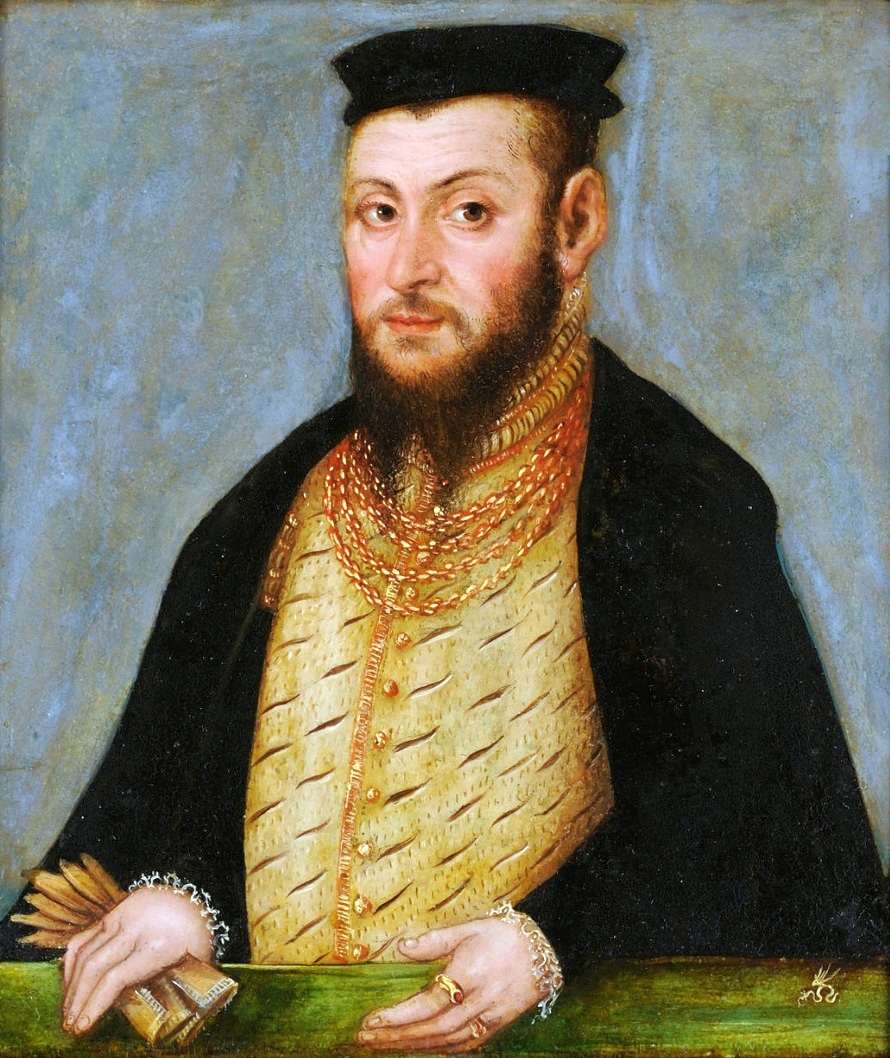
Polský král Zygmunt II. (kolem 1550)
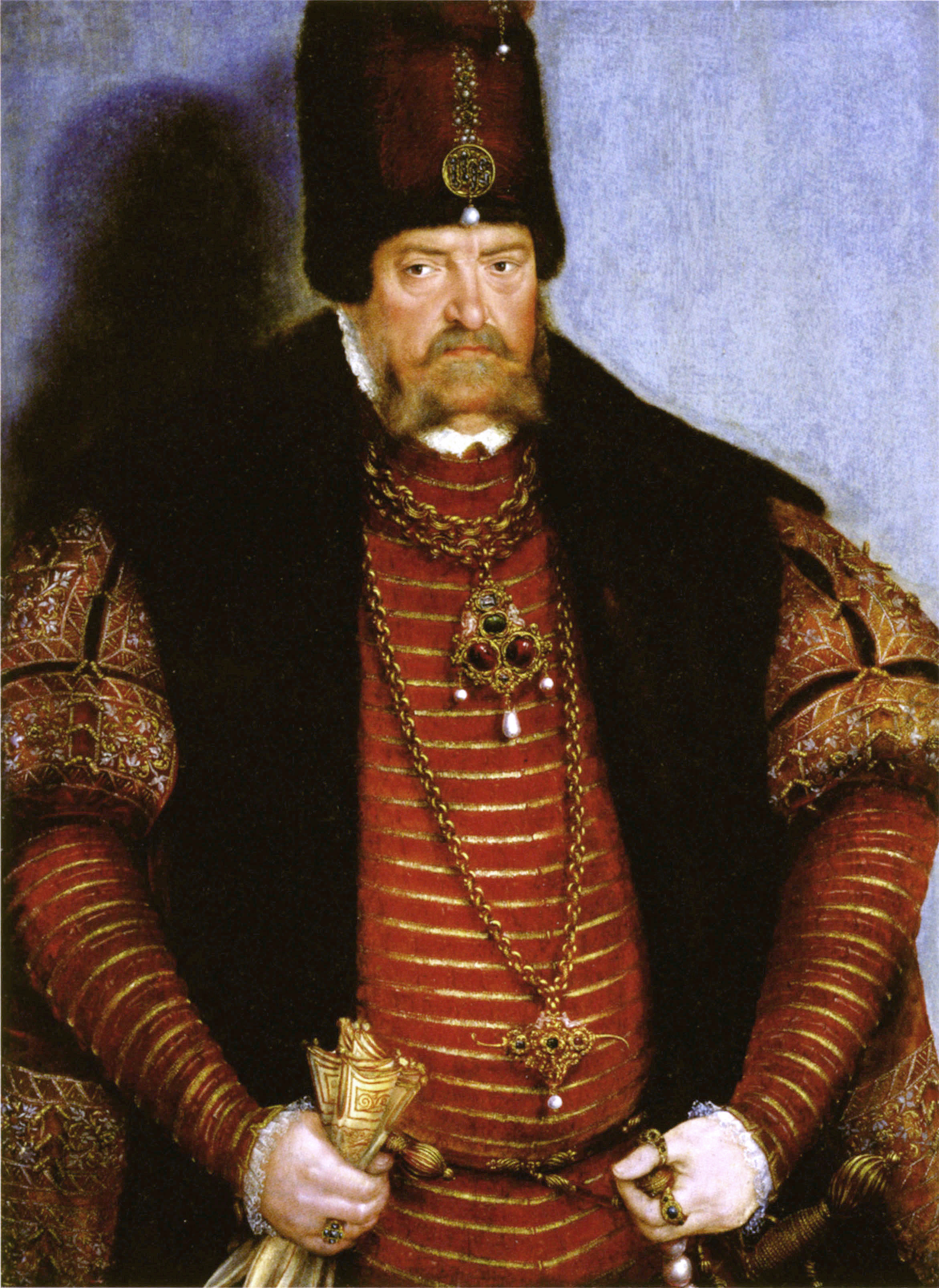
Jáchym II. Braniborský (kolem 1550, Grunewald)
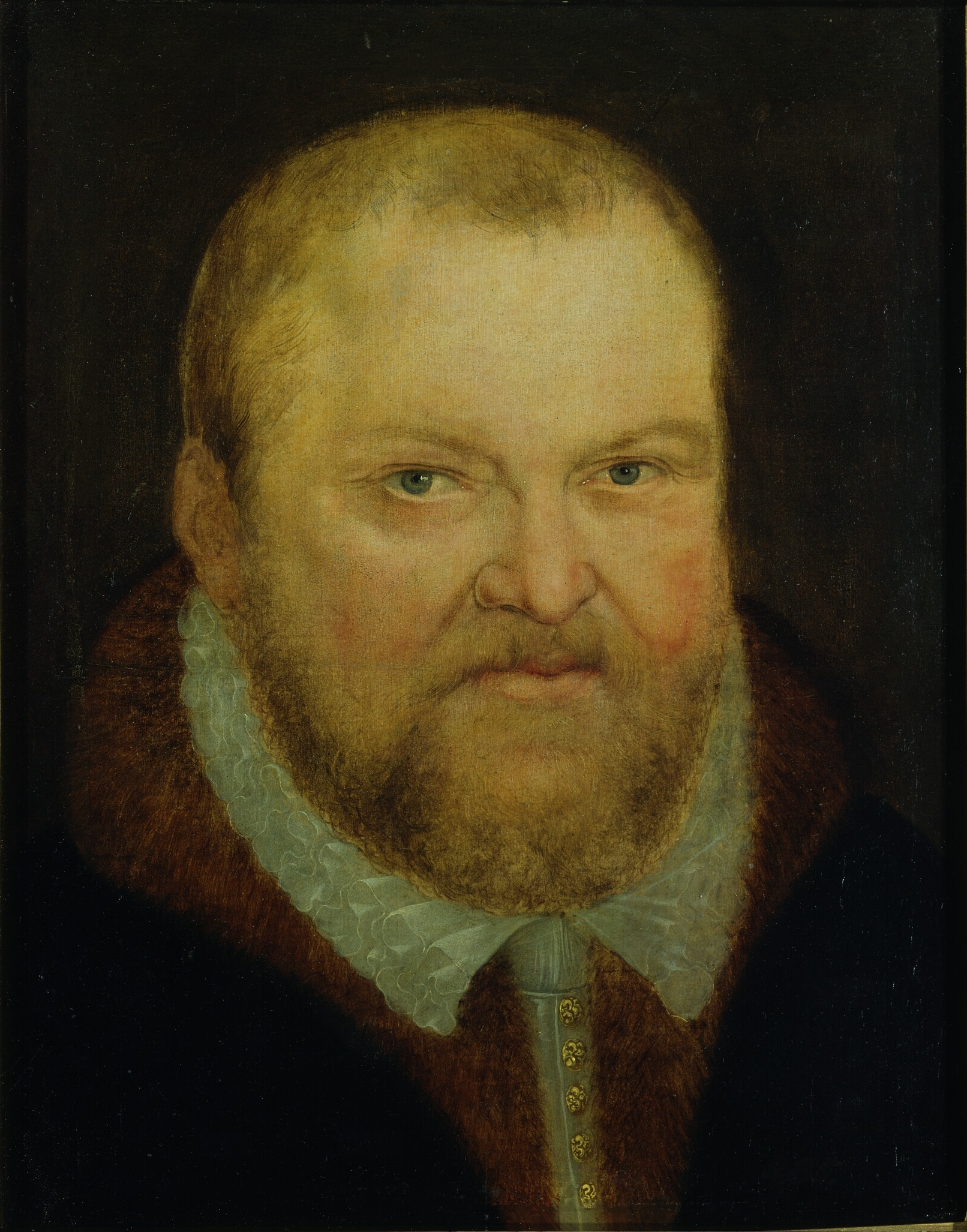
Kurfiřt August I. Saský (kolem 1550, Dresden)
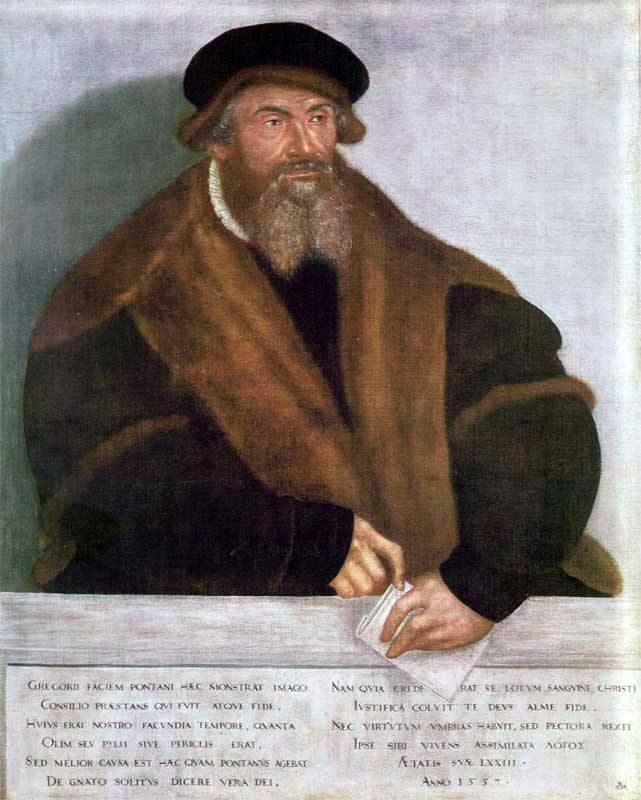
Gregor Brück (1558)
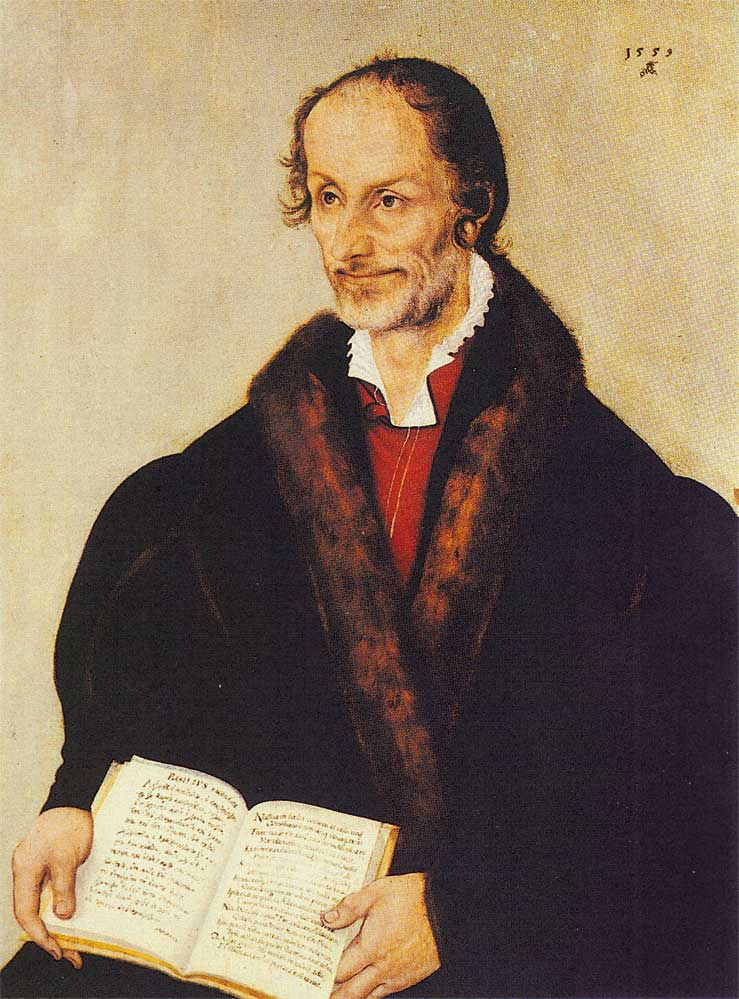
Philipp Melanchthon (1559, Frankfurt)
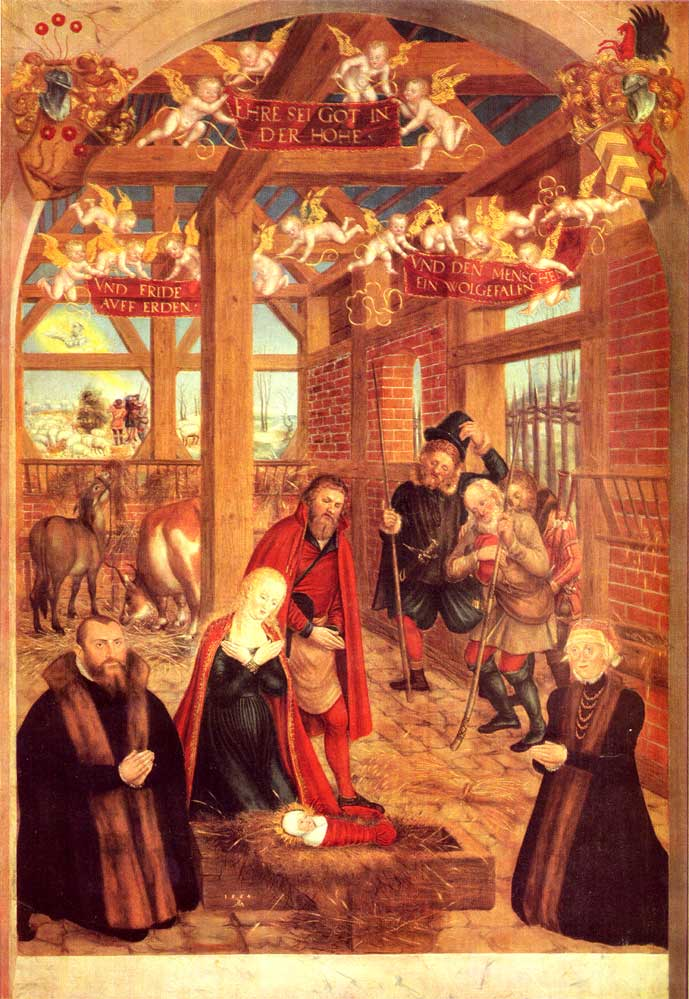
Pastýři v Betlémě (1564, Wittenberg)
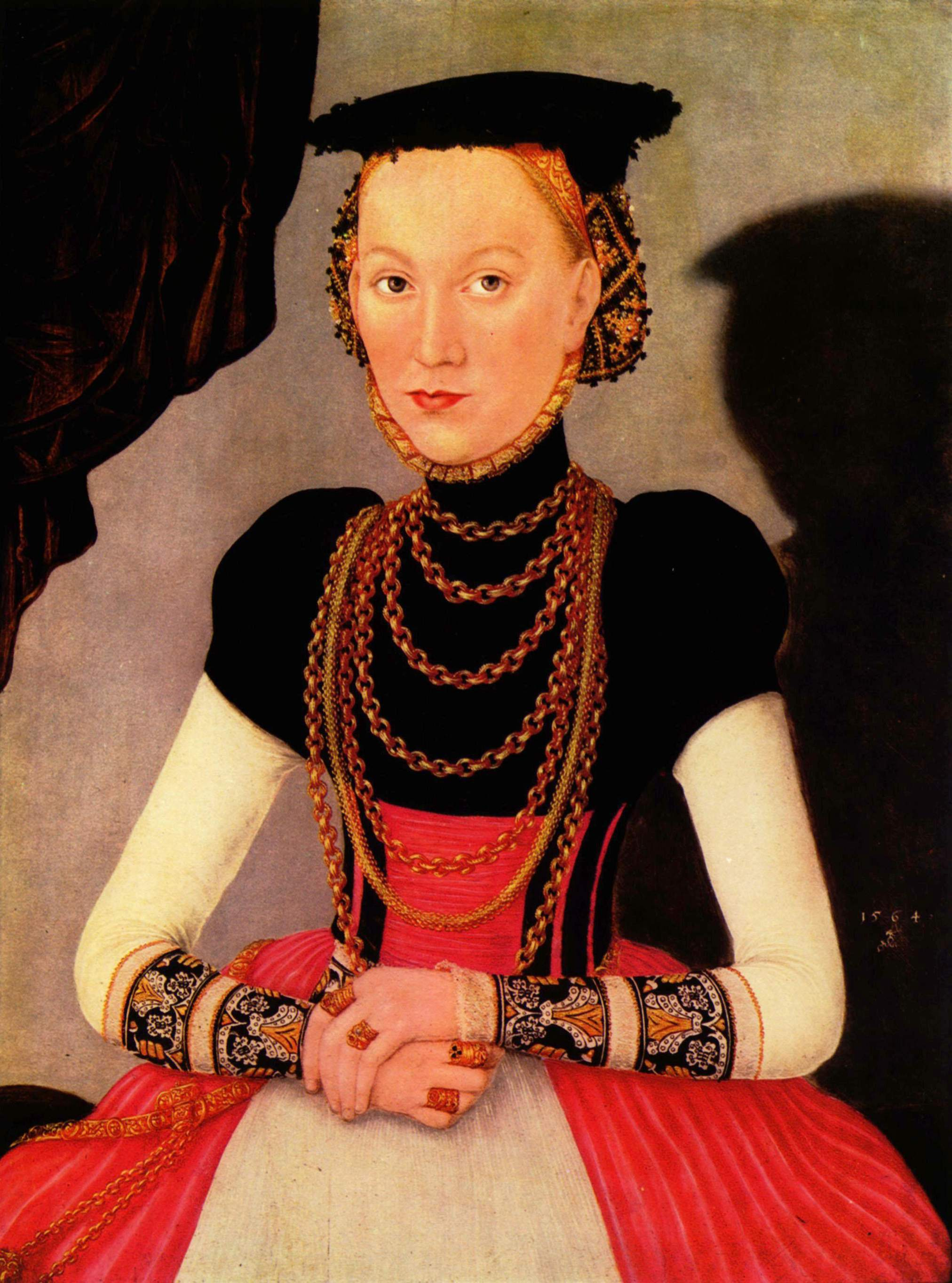
Vznešená dáma (1564, Wien)
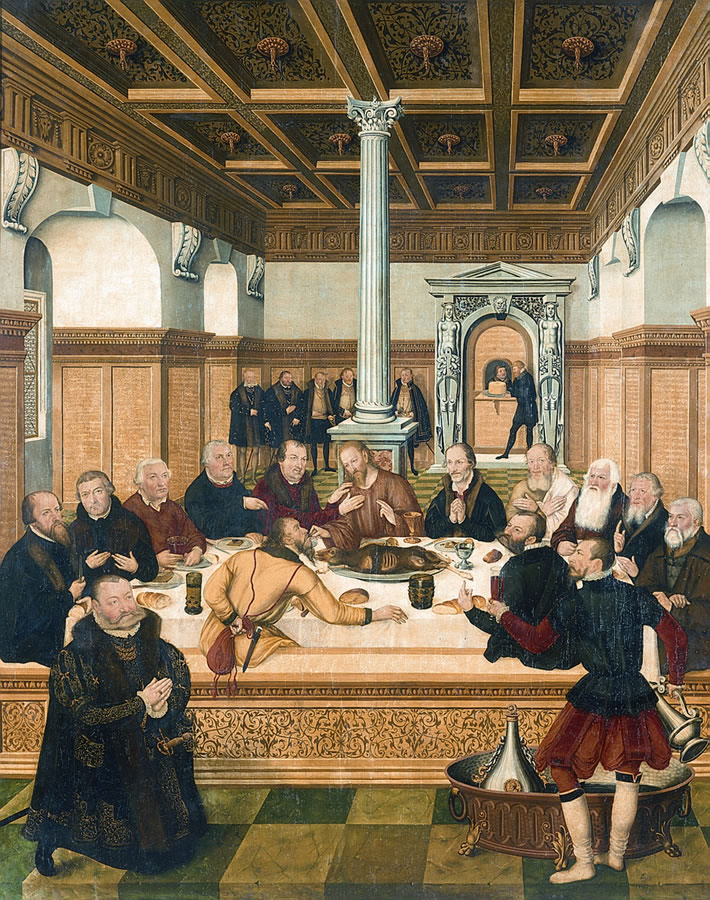
Poslední večeře (1565)
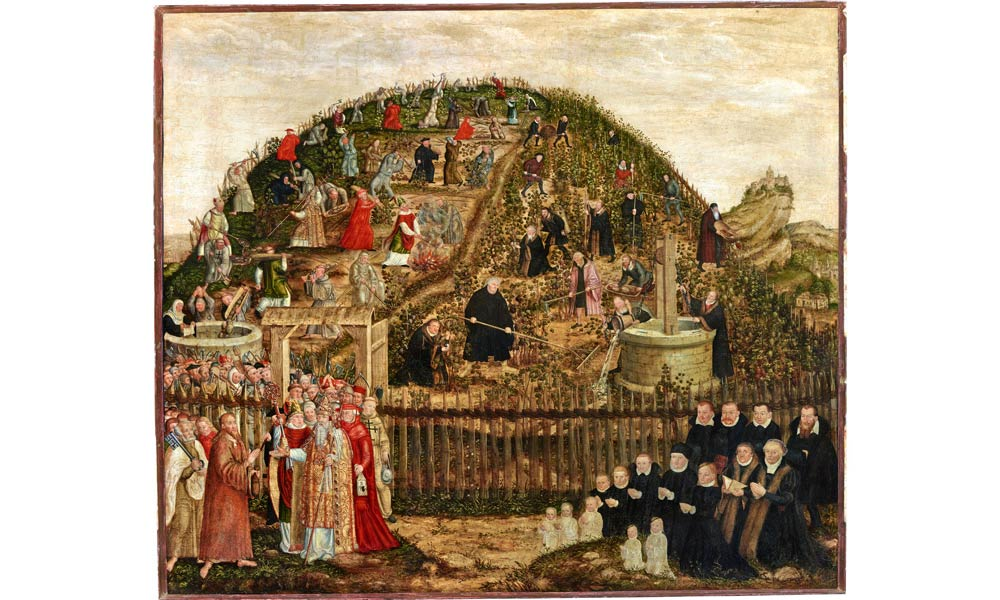
Vinice Páně (1569, Wittenberg)
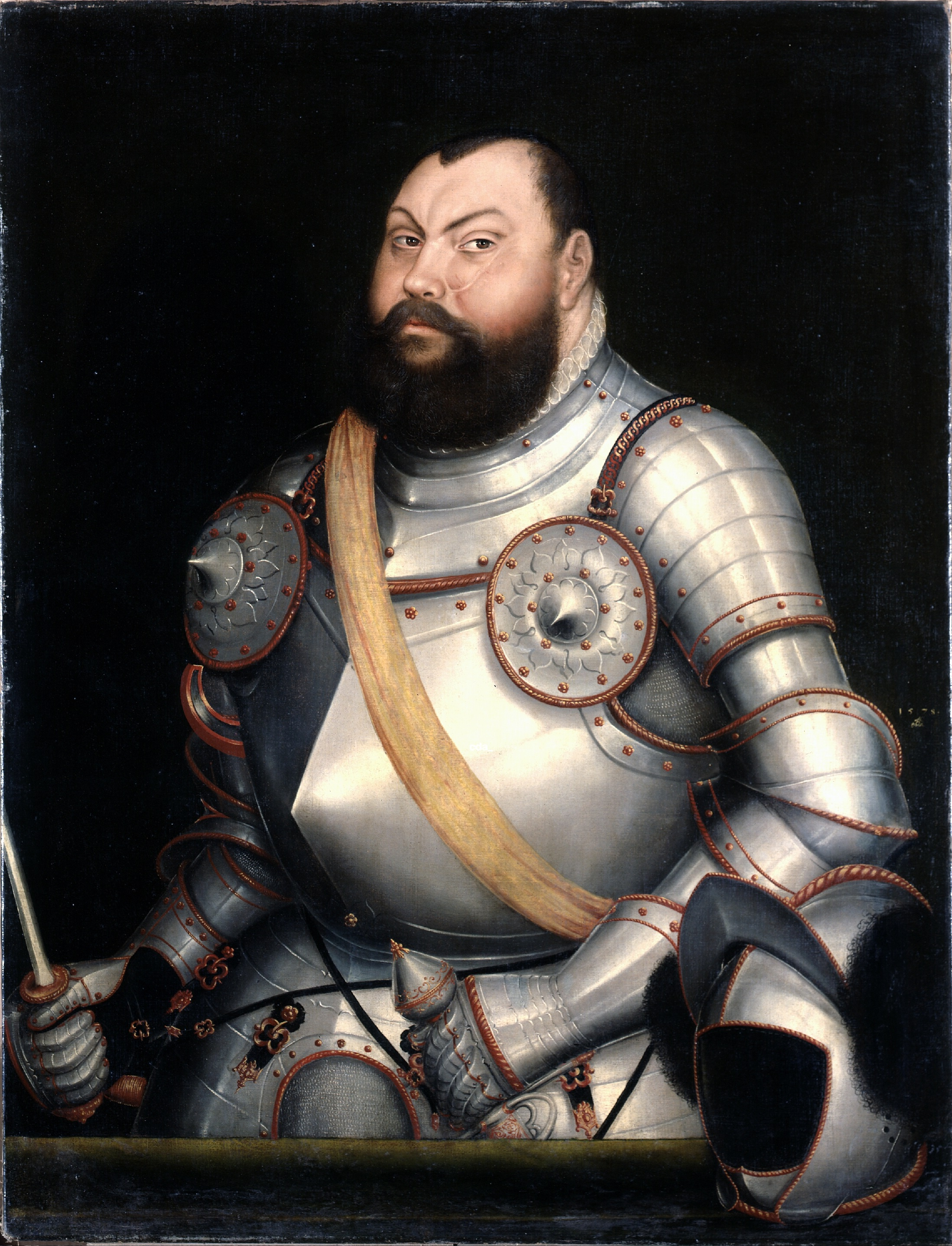
Kurfiřt Johann Friedrich Saský (1578)
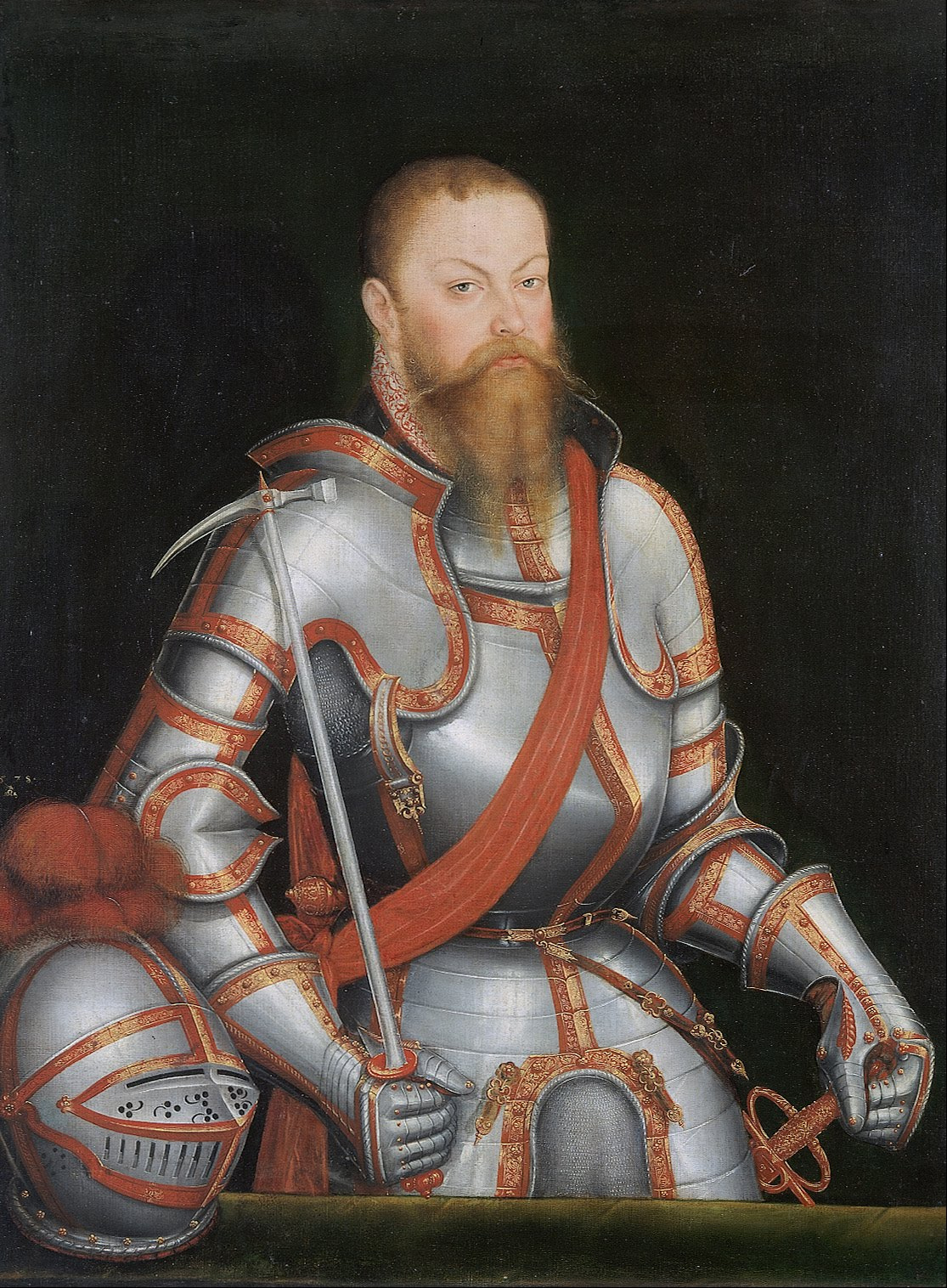
Mořic Saský (1579)
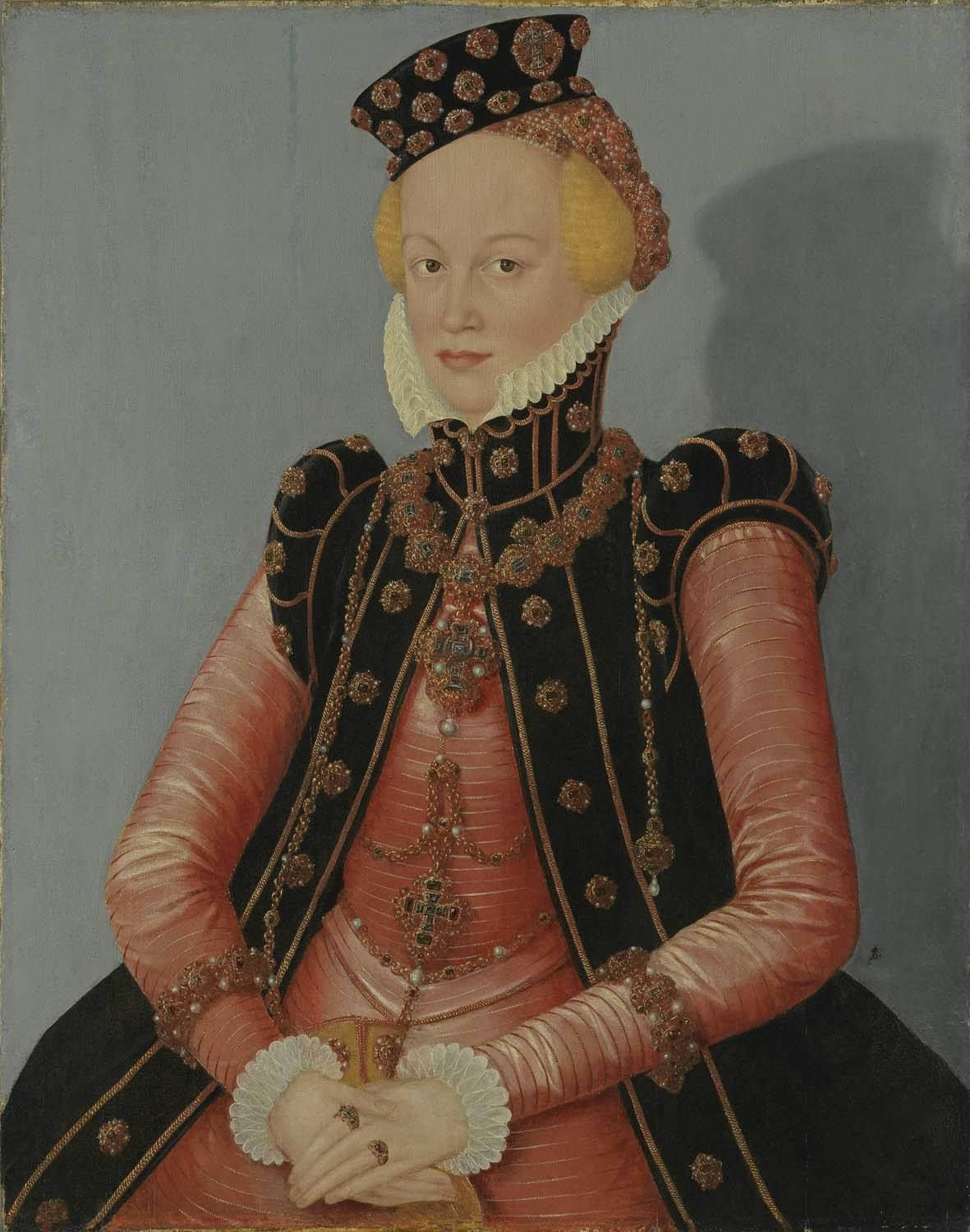
Margarete Elisabeth von Ansbach (1579, München)
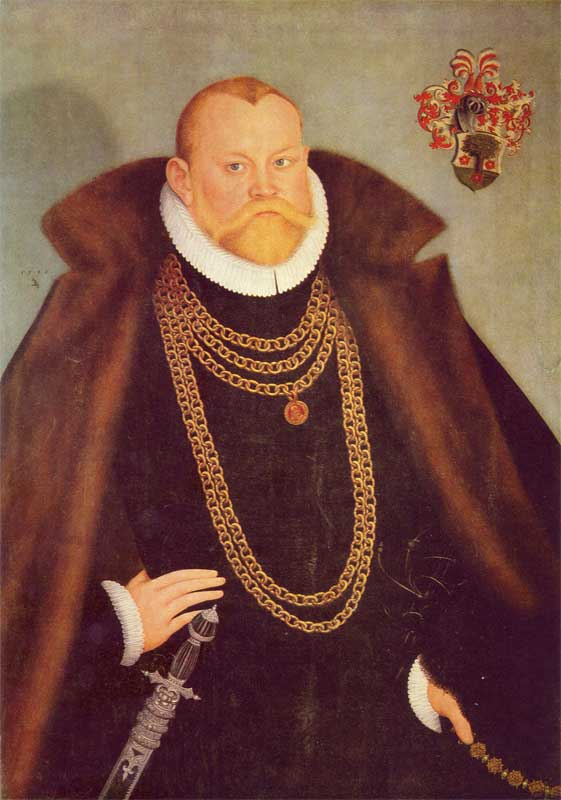
Hans von Lindau (1581, Ottendorf)